# Bazilika (zgradba)
Bazilika je starokrščanska cerkvena stavba z visoko srednjo ladjo in nižjima stranskima ter značilnim tlorisom in drugimi arhitekturnimi elementi.

## Zgodovina
Ime bazilika izhaja iz grščine, (grško - basilike, basilikos - kraljevski), in pomeni:
- dolgo pravokotno zgradbo v antičnih Atenah, kjer so prebivali najvišji atenski upravni dostojanstveniki (arhonati)
- razkošno zgradbo s tremi ali petimi vzdolžnimi ladjami v starem Rimu, ki je navadno služila sodnim razpravam ali trgovskim poslom
- veličastno, posebej od papeža imenovano, običajno stolno cerkev - sedež škofije.

Pri Starih Grkih je bila to stavba za Arhona Basileusa (grški naslov, ki pomeni kralj sodnik), ta je bil voditelj države. Rimljani so začeli graditi bazilike v začetku 2. stoletja pred našim štetjem in je služila za tržno in borzno stavbo. Antična bazilika je podolžna dvoranska stavba razdeljena s stebri in loki v več dvoran ali ladij in se zaključila s polkrožno apsido. Ta prostor je bil namenjen sodišču ali tribunalu. Mnogokrat pa se pojavi v njem le kip vladarja. Tako je bila bazilika namenjena posvetni rabi in takšne dvoranske stavbe so bile znane že pred antičnim obdobjem - tudi pri Izraelcih.
Rimska bazilika je bila neposredni vzor stavbi zgodnjega krščanstva. Ko so kristjani leta 313 začeli graditi svoje kultne objekte, so uporabili baziliko in predstavili vhod na krajšo stranico. V apsidi so namestili prezbiterij z oltarjem.

## Arhitektura
Rimska bazilika je bila velika javna zgradba, kjer so se lahko odvijale poslovne ali pravne zadeve. Prve bazilike so imele tudi versko funkcijo. Že v času Avgusta je bila bazilika mesto za dogovarjanje, uporabljala pa se je na enak način kot poznem srednjem veku na tržnici v severni Evropi, kot sejna dvorana, zaradi pomanjkanja urbanega prostora. Nahajala se je nad arkadami. Čeprav je bila njihova oblika spremenljiva, so bazilike pogosto vsebovale notranje kolonade, ki so delile prostor na več ladij ali arkadni prostori na eni ali na obeh straneh, z apsido na enem koncu (ali manj pogosto na obeh koncih), kjer so sedeli sodniki, pogosto na nekoliko dvignjenem odru. Osrednji hodnik je bil širši in višji od stranskih, zato da bi lahko svetloba prodrla skozi bazilikalna okna, ki so bila na višinskih zamikih. Nad stranskimi ladjami so bile galerije.
Najstarejša znana bazilika, bazilika Porcia, je bila zgrajena v Rimu leta 184 pred našim štetjem. Zgradil jo je Cato starejši v času, ko je bil cenzor. Drugi zgodnji primer je bazilika v Pompejih (pozno 2. stoletje pred našim štetjem). 
Verjetno najbolj čudovita rimska bazilika za tradicionalne namene, je bila zgrajena v času vladavine poganskega cesarja Maksencija in se je končala pod Konstantinom I. po letu 313. Notranjost je bila triladijska (95 x 64 m). Nad glavno ladjo so bili križni oboki naslonjeni na štiri slope. Apsida je imela premer 20 m. Kasneje, ko je bil dozidan še en vhod v sredini stranske ladje, so dodali novo apsido s kipom Konstantina. V potresu je bil uničen velik del bazilike, apsida pa se je ohranila.

### Bazilike v Rimskem Forumu
- Bazilika Porcia: prva bazilika zgrajena v Rimu (184 pr.n.št.), postavljena na osebno pobudo in financiranje cenzorja Marcusa Porciusa Cata (Cato starejši) kot uradna stavba s tribunami za prebivalce;
- Bazilika Aemilian, ki jo je zgradil cenzor Aemilius Lepidus leta 179 pred našim štetjem;
- Bazilika Sempronia, ki ga je zgradil cenzor Tiberius Sempronius Gracchus leta 169 pred našim štetjem;
- Bazilika Opimia, postavljena verjetno od konzula Lucius Opimius leta 121 pred našim štetjem, ob istem času, ko je bil obnovljen tempelj Concord (Platner Ashby, 1929)
- Bazilika Julian, ki jo je posvetil leta 46 pred našim štetjem Julij Cezar in dokončal Avgust leta 27 pred našim štetjem do 14 n. št.;
- Bazilika Argentaria, postavljena pod Trajanom, cesar od leta 98 do 117
- Bazilika Maxentiusa in Konstantina (zgrajen med letoma 308 in 312 )

### Palača bazilika
V cesarskem obdobju je bazilika pred številnim občinstvom postala tudi funkcija v palačah. V 3. stoletju našega štetja elite gradijo razkošne palače in vile, ki so nekoliko ločene od tradicionalnih središč javnega življenja. Namesto umika iz javnega življenja, so bili ti domovi zasebni forumi. Sedeč na tribuni svoje bazilike naj bi pomemben človek izpolnjeval svoje naloge do obiskovalcev zgodaj vsako jutro. 
Zasebna bazilika je bila izkopana v Bulla Regia (Tunizija), v "Hiši Hunt" in izvira iz prve polovice 5. stoletja. Njena sprejemna ali dvorana za občinstvo je bila dolga pravokotna ladja, ki sta jo obdajala vzdrževalna hodnika, prav tako odprta v eno ali drugo, in ki se je končala s polkrožno apsido, z ujemajočo prečno ladjo. Prehod do obeh stranskih hodnikov je bil poudarjen z nizom stebrov.

## Krščanska bazilika
V 4. stoletju prevzamejo kristjani takšno stavbo v prilagojeni obliki za svojo cerkev. Tako postane nekdanja kraljeva stavba - stavba za Boga. Krščanska bazilika ima v gradnji svojo usmeritev vzhod - zahod. Je podolžne oblike in je tri- ali pet- ladijska. Ladje se med seboj ločijo s stebri ali slopi. Svetloba prihaja v prostor preko oken na vrhu stene srednje ladje. Strop je bil v prvotnih cerkvah raven. Apsida je bila namenjena za škofa in duhovščino in navadno ni imela oken. Njen okras so bili stenski mozaiki ali poslikave. Ta prvotna bazilika je služila kot osnova pri gradnji cerkva skozi več stoletij.

### Primerjava prerezov cerkva
- Bazilika: Glavna ladja je višja za eno nadstropje ali več od stranskih ladij in ima zgoraj okna za lastno osvetlitev.
- Psevdobazilika (»lažna bazilika«): Glavna ladja je višja za eno nadstropje, vendar nima zgornjih oken za lastno osvetlitev.
- Stopničasta dvoranska cerkev: Oboki glavne ladje se začnejo nekoliko višje od stranskih, pri čemer ne gre za razliko nadstropja.
- Dvoranska cerkev: Vsi oboki so vsaj približno na isti višini.
- Enoladijska cerkev s stranskimi kapelami in zgornjimi okni za osvetlitev ladje. Lahko nastane iz troladijske cerkve s pregraditvijo stranskih ladij.
- Bazilika:
Bazilika Lurške Matere Božje, Brestanica
- Bazilika z emporama nad stranskima ladjama:
Cerkev Marijinega rojstva, Svete gore
- Psevdobazilika:
Bazilika Žalostne Matere Božje, Stična
- Dvoranska cerkev:
Bazilika Marije Zavetnice s plaščem, Ptujska Gora
- Dvoladijska dvoranska cerkev:
Cerkev sv. Primoža in Felicijana, Črna pri Kamniku
- Enoladijska cerkev s stranskimi kapelami:
Stolnica sv. Nikolaja, Ljubljana
- Enoladijska cerkev s stranskimi kapelami in emporama nad njimi: Bazilika Srca Jezusovega, Zagreb

## Bazilike v Vzhodni cerkvi
V pravoslavni cerkvi je bazilika zgolj arhitekturni opis cerkve zgrajene v starem slogu. Nima nobenega pomena glede na prednost ali pomembnost posameznega objekta ali klerikov, povezanih z njo. Vzhodne bazilike so lahko eno-ladijske ali imajo stransko ladjo z enim ali dvema paroma nižjih prehodov. Lahko ima kupolo na sredini: v tem primeru se imenuje »kupolna bazilika«.